# Ons Heemecht
Ons Hemecht, ou D'Uelzecht é o hino nacional do Luxemburgo. Data do século XIX. A letra é de Michel Lentz (1820-1893) e a música de Jean Antoine Zinnen (1827-1898).

## Letra
(Fonte: Mir sangen: Lidderbuch fir d'Lëtzebuerger Schoulen, Ministère de l'Éducation Nationale, Luxemburgo, 1981.)
Em ocasiões oficiais apenas se cantam as estâncias número um e quatro.